# 广泛阵线 (阿根廷)

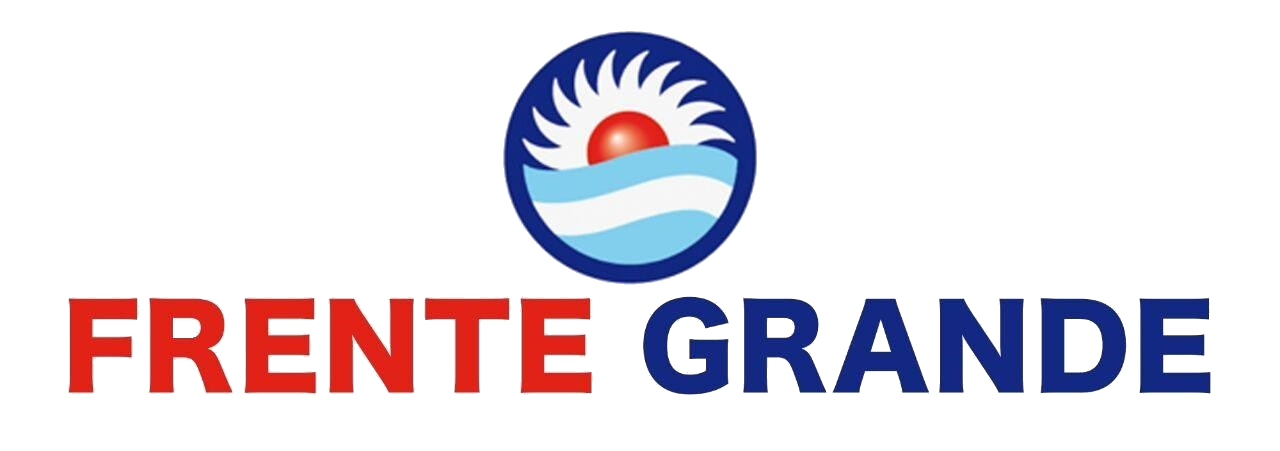
广泛阵线的标志(Logo)

广泛阵线（西班牙語：Frente Grande）是阿根廷的一个政党。该党成立于1993年4月27日，前身是由正义党的一些左翼众议院议员、基督教民主党异见派、阿根廷共产党和不妥协党共同建立的松散联盟“FredeJuSo”，该联盟反对时任阿根廷总统卡洛斯·梅内姆推行的新自由主义政策。该党的意识形态是基什内尔主义。该党的政治立场是中间偏左。该党的主席是Daniel San Cristóbal，总书记是Herman Avoscan。该党的总部位于布宜诺斯艾利斯。该党是圣保罗论坛、拉美加勒比政党常设会议、胜利阵线和大众阵线的成员。